# Paragraf
Paragraf (grekiska paragrafe, "i brädden skrivet tecken"), numrerad mindre avdelning av en skrift, en lag, ett kapitel, ett dokument eller liknande. Tecknet för en sådan avdelning är §, som härrör ur signum sectiones, latin för "tecken" mellan "stycke"/"avdelning"). Beteckningen "§§" syftar på att det som avses är två eller flera paragrafer.